# Siekanie (sztuka kulinarna)
Siekanie – jeden ze sposobów rozdrabniania (formowania) produktów lub półproduktów stosowany w przygotowywaniu żywności. 
Może dotyczyć przyrządzania warzyw, mięs i ciast. Polega na cięciu danego elementu (po umyciu) na drobne kawałki, przy pomocy szybkich uderzeń ostrzem noża lub tasaka. W warunkach domowych czynność ta wykonywana jest ręcznie, a w restauracjach, zwłaszcza większych, stosuje się maszyny.

## Galeria

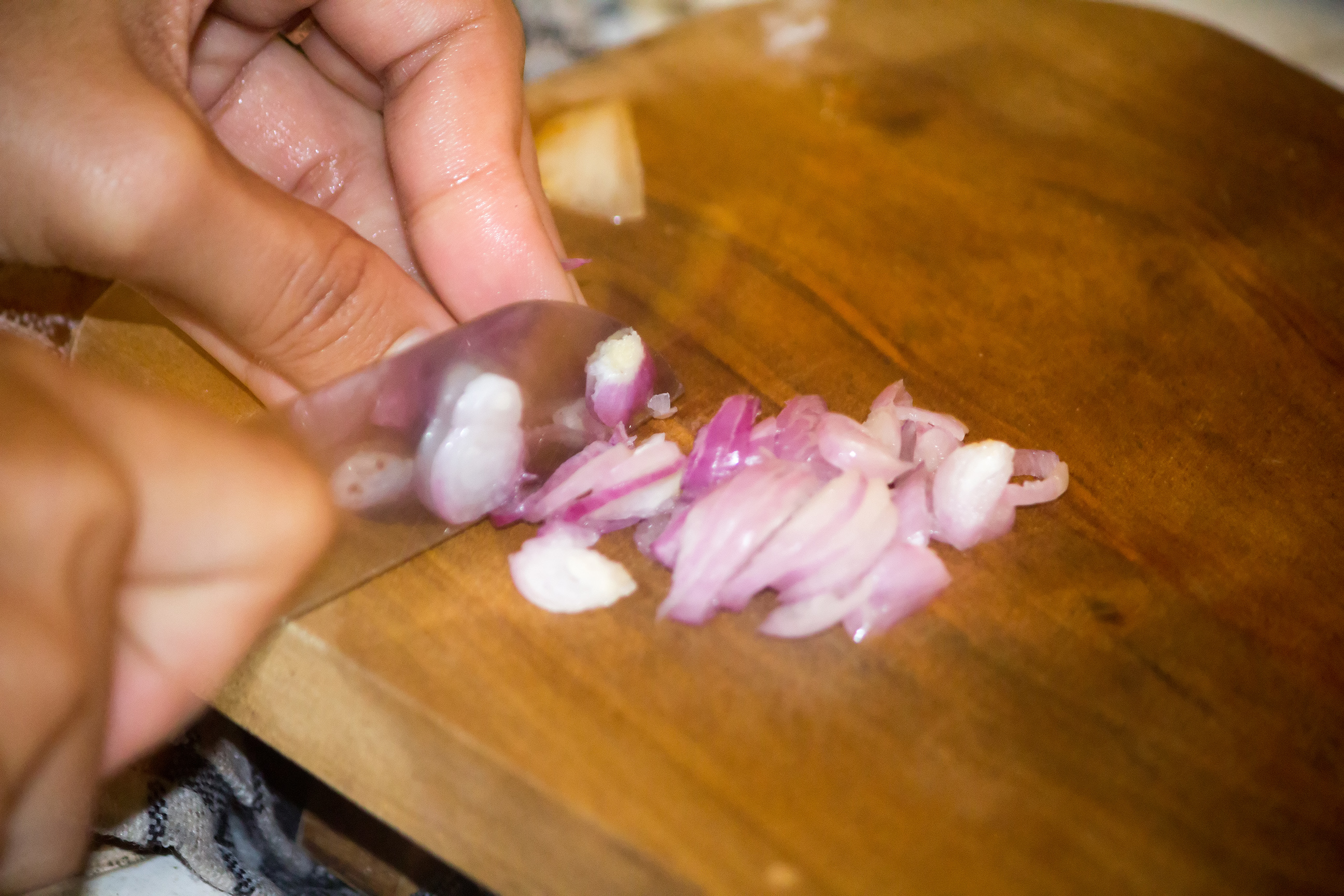
Ręczne siekanie cebuli
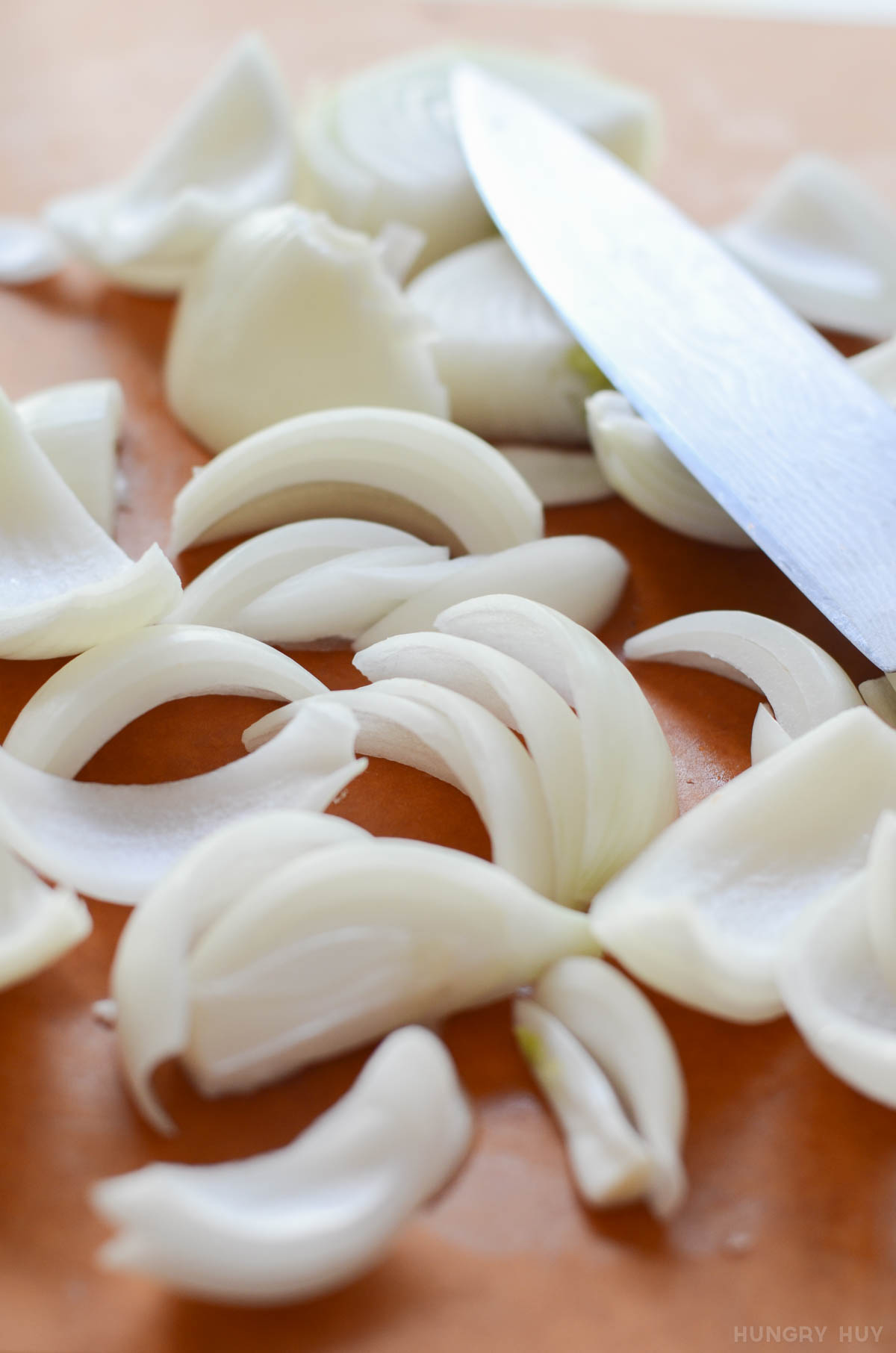
Posiekana cebula
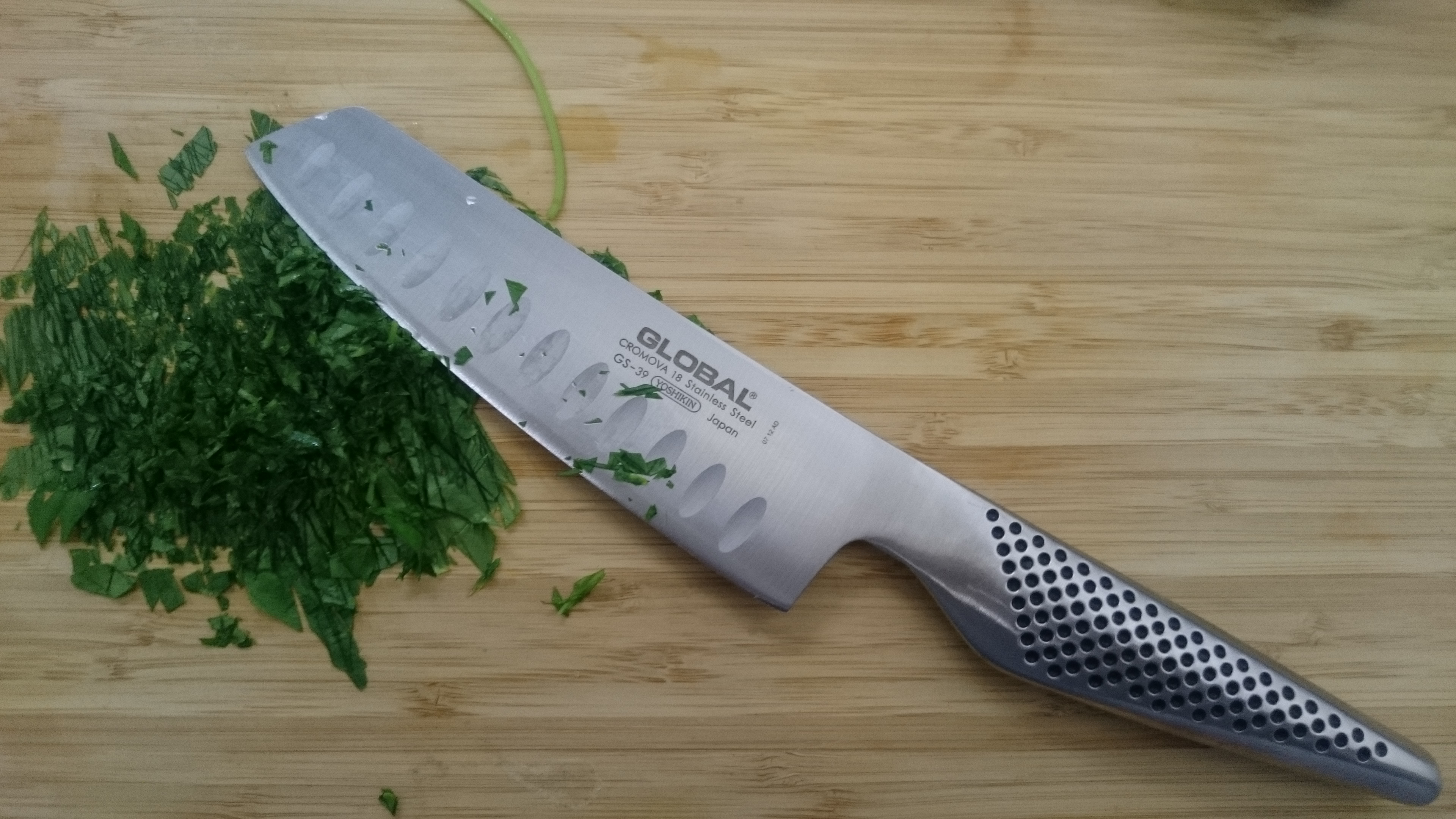
Nóż do siekania warzyw
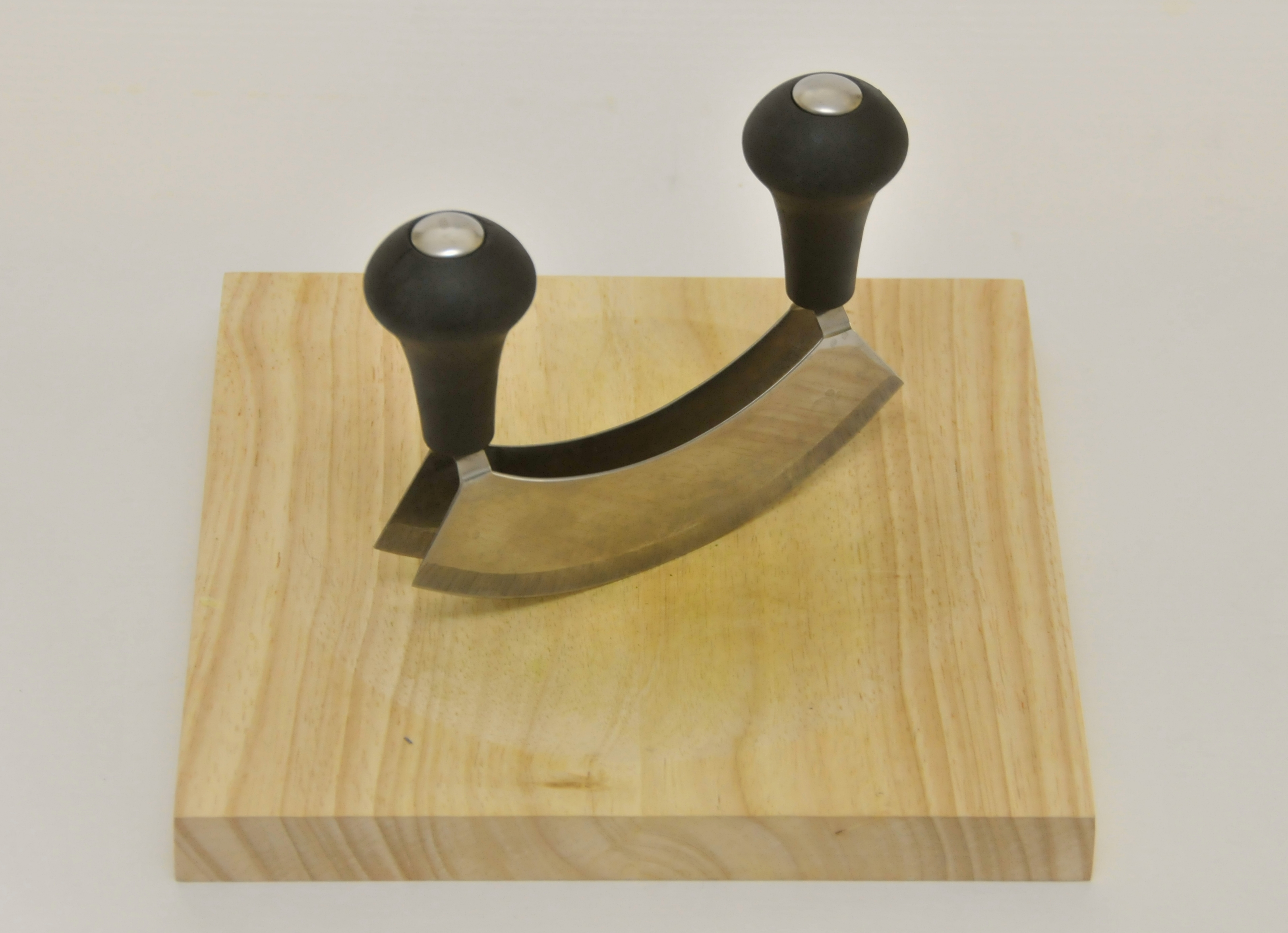
Mezzaluna – nóż do siekania ziół
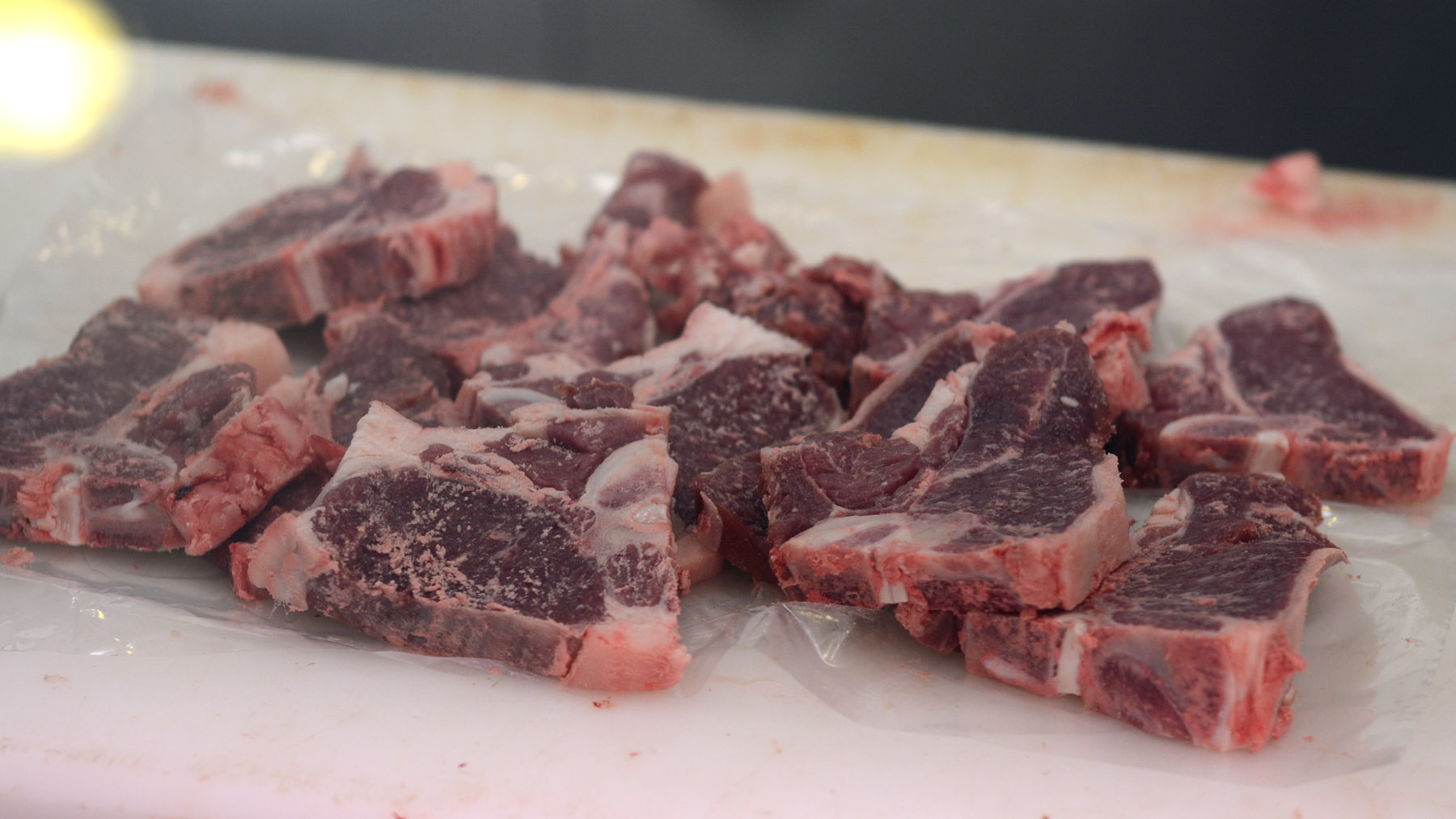
Posiekana baranina